# Владислав Славов
Владислав Петров Славов е съдия в Конституционния съд на РБ в периода от 2003 до 2012 г.

## Биография
Владислав Петров Славов е роден на 18 април 1947 г. в София. Завършва Юридическия факултет на Софийски университет „Климент Охридски“ през 1974 г. От 1975 до 1976 г. е стажант съдия в Софийски градски съд. От 1976 до 1981 г. е старши юрисконсулт в Геолого-проучвателно предприятие (ГПП) на ДСО „Редки метали“. През същата 1981 г. постъпва като старши юрисконсулт в Министерството на металургията и минералните ресурси, където заема поста до 1983 г., когато в системата на Министерството са създадени три корпорации и Владислав Славов е назначен за главен юрисконсулт на Корпорация „Цветна металургия“.
От 1987 г. е арбитър във Върховния държавен арбитраж. От 1991 г. до 1996 г. последователно изпълнява длъжността прокурор и заместник главен прокурор в Главна прокуратура във връзка с процедурата по закриване на държавния арбитраж. От декември 1991 г. е член на Висшия съдебен съвет. През 1996 г. е избран за първия председател на Върховния административен съд (ВАС), а мандатът му приключва през 2003 г. Същата година с Указ N 450 от 9.10.2003 г. на Президента на РБ е освободен от длъжността председател на ВАС и на Общото събрание на съдиите от ВКС и ВАС е избран за съдия в Конституционния съд.
През юли 2012 г. Владислав Славов е един от първите номинирани за кандидат-член на Висшия съдебен съвет от парламентарната квота.